# Telofase
La telofase es la cuarta y última fase de la mitosis y de la meiosis, es la reversión de los procesos que tuvieron lugar durante la profase. Es decir, todo vuelve al principio y se repite el proceso.

Telofase. Se forman las nuevas envolturas nucleares. Los cromosomas se despliegan de vuelta en cromatina. Aparecen los nucléolos. Etapa final de mitosis y meiosis. Después de la telofase la célula vuelve a interfase.

- Los cromosomas constituidos por solamente una cromátida terminan su ascensión a los polos de la célula.
- Se empieza a formar la membrana nuclear y el ADN se desarrolla, por lo tanto, obtenemos cromatina y vuelve a aparecer el nucleolo.
- Desaparecen las fibras del huso mitótico.
- El citoplasma se empieza a invaginar y todos los orgánulos celulares ya se han duplicado.

Las fibras del huso desaparecen, los juegos de cromosomas se agrupan en los polos opuestos y la membrana nuclear se vuelve a formar a su alrededor.

De esta forma finaliza generalmente la cariocinesis. La división nuclear puede existir sin citocinesis y el resultado es la existencia de células binucleadas o polinucleadas, como parte de un proceso genéticamente programado de citodiferenciación y desarrollo.
Al proceso de cariocinesis le sigue habitualmente la división del citoplasma.